# Чорнобривко Євген Миколайович
Євген Миколайович Чорнобривко (20 серпня 1951, Лисичанськ, Луганська область, Українська РСР, СРСР) — український дипломат. Надзвичайни і Повноважний Посол України.

## Біографія
Народився 20 серпня 1951 року у Лисичанську на Луганщині. Закінчив Лисичанський гірничий технікум,
Київський державний університет ім. Т. Г. Шевченка, факультет романо-германської філології (вечірнє відділення), диплом — філолог, викладач німецької мови та літератури. Курс підвищення кваліфікації за фахом міжнародна радіо/тележурналістика в освітньому центрі «Німецької хвилі», м. Кельн, ФРН. Знання іноземних мов — німецька мова, польська мова, російська мова.
З 1959 по 1971 навчання у восьмирічній школі, Лисичанському гірничому технікумі, робота на вугільному підприємстві, м. Лисичанськ.
З 1971 по 1981 співробітник відділу науково-технічної інформації, завідувач сектору стандартизації центрального проектно-конструкторського бюро спеціалізованого підприємства «Союзенергоавтоматика», м. Київ.
З 1972 по 1980 студент факультету романо-германської філології Київського державного університету ім. Т. Г. Шевченка (вечірнє відділення), диплом — філолог, викладач німецької мови та літератури.
З 1974 по 1976 строкова служба у Збройних Силах.
З 1981 по 1983 перекладач Бюро міжнародного молодіжного туризму «Супутник», Київ.
З 1983 по 1994 редактор, коментатор, ведучий програм, заступник головного редактора редакції німецькомовних програм Всесвітньої служби радіомовлення Національної радіокомпанії України (до 1991 року-Держтелерадіо) м. Київ.
З 1990, 1992 курс підвищення кваліфікації за фахом міжнародна радіо/тележурналістика в освітньому центрі «Німецької хвилі», м. Кельн, ФРН.
З 1994 по 1996 упорядник економічного бюлетеню, PR-менеджер, перекладач Бюро делегата німецької економіки в Україні, м. Київ.
З 1996 по 1999 заступник директора програм Національної телекомпанії України (НТКУ), м. Київ.
З 1999 по 2004 радник з політичних питань Посольства України в Республіці Австрія, м.Відень.
З 2004 по 2006 головний консультант Служби зовнішньої політики Секретаріату Президента України; керівник Першого західноєвропейського відділу Другого територіального департаменту МЗС України.
З вересня 2006 радник-посланник.
З червня 2008 по серпень 2008 тимчасовий повірений, Посольство України в Німеччині.
З вересня 2008 по 12 травня 2010 Надзвичайни і Повноважний Посол України в Республіці Австрія.

## Дипломатичний ранг
- Надзвичайний і Повноважний Посланник 2-го класу.